# Federico da Pagana
Federico da Pagana (Genova, 1315 – Genova, 1406) fu il 9º doge della Repubblica di Genova, rimasto in carica meno di un giorno.

## Biografia
Figlio di Nicolò da Pagana, quest'ultimo partecipò alla fortificazione della colonia genovese di Caffa in Crimea, nacque a Genova nel 1315. La sua famiglia - come suggerisce il cognome - era originaria dell'odierna frazione di San Michele di Pagana, a Rapallo.
Di parte ghibellina e "legato al popolo", la professione di Federico da Pagana era rivolta al commercio e alle mercanzie; all'età di 25 anni fu tra gli elettori del primo doge Simone Boccanegra. Avviato alla carriera politica e di stato, fu nominato ambasciatore presso alcune corti e signorie italiane - tra queste i Visconti - e ancora inviato speciale a Vienna presso la corte di Carlo IV di Lussemburgo dopo la nomina di Antoniotto Adorno quale Vicario imperiale.
Quasi a furor di popolo fu eletto il 7 aprile 1383 nuovo doge di Genova, ma il suo dogato non durò nemmeno un giorno intero poiché fu deposto il giorno stesso dell'elezione alla massima carica della repubblica. Gli succedette il decimo doge genovese Leonardo Montaldo.
Terminata la breve parentesi politica continuò a seguire i commerci. Morì a Genova nel 1406 e fu sepolto presso la demolita chiesa di San Domenico.